# Microsoft Lumia 430
Microsoft Lumia 430 là một chiếc điện thoại di động được phát triển bởi Microsoft Mobile Oy dành cho các thị trường mới nổi. Nó được giới thiệu vào tháng 3 năm 2015 để cạnh tranh với Android One của Google. Chiếc điện thoại được cài đặt sẵn bản cập nhật Lumia Denim và ứng dụng chụp ảnh Lumia Selfie.

## Sự đón nhận
Sean Cameron từ TechRadar nói rằng chiếc điện thoại có thiết kế mạnh mẽ, thoải mái, bắt mắt và đó đã gây ấn tượng đầu tiên, nhưng lại không thích ở những điểm màn hình kém, máy ảnh tồi và hiệu năng thấp.